# Elecciones federales de Australia de 2013
Nota: El Senado no influye en la elección del gobierno. Para los resultados de las elecciones al Senado véase las tablas de abajo.
Las elecciones federales para elegir los miembros del 44° Parlamento de Australia tuvieron lugar el 7 de septiembre de 2013. El Partido Laborista Australiano liderado por el primer ministro Kevin Rudd fue derrotado por la Coalición Liberal-Nacional liderada por Tony Abbott.
La disolución del 43° parlamento se proclamó el 13 de agosto de 2013 por el Gobernador General de Australia, iniciándose así el periodo de campañas electorales.
El sufragio federal en Australia es obligatorio desde 1925, usa una segunda vuelta instantánea desde 1919 en los escaños de un solo miembro de la Cámara de Representantes y usa un voto único transferible desde 1949 con listas electorales desde 1984 en el Senado representado proporcionalmente. Las elecciones son dirigidas por la Comisión Electoral de Australia.
En Australia Occidental se debieron realizar elecciones anticipadas de sus senadores el 5 de abril de 2014, por causa de la pérdida de 1.375 papeletas electorales.

## Línea de Eventos antes de las elecciones
- 30 de enero: La primera ministra Julia Gillard anuncia la fecha de las elecciones prevista para el 14 de septiembre de 2013.
- 2 de febrero: El procurador general, Nicola Roxon, anuncia que se retirará en la elección. Ese mismo día el senador y ministro de Educación Superior Chris Evans, cuyo mandato no se debió a terminar hasta 2017, anuncia que renunciará en un futuro próximo.[2]
- 19 de febrero: la líder de los Verdes Australianos, Christine Milne, anuncia que la alianza de gobierno con el Partido Laborista Australiano ha terminado, pero su partido no va a votar en contra de un voto de confianza si es que los laboristas ganan las federales.[3]
- 26 de febrero: Julia Gillard anuncia que hará "campaña" en el oeste de Sídney para la semana siguiente, a partir de la noche del domingo hasta el viernes.[4]
- 19 de marzo: Richard Torbay se ve obligado a dimitir del Partido Nacional de Australia, perdiendo su candidatura al distrito de Nueva Inglaterra.[5] Barnaby Joyce pone su nombre adelante como un posible candidato de reemplazo, con la esperanza de pasar del Senado a la Cámara de Representantes.[6]
- 21 de marzo: el ministro Simon Crean pide a la primera ministra renunciar a la presidencia del partido, y públicamente declara su apoyo al ex primer ministro Kevin Rudd. En el parlamento, la oposición intenta suspender las órdenes permanentes para una moción de censura y aunque ganando 73 votos contra 71 votos del gobierno, no obtiene la mayoría absoluta de 76 votos requeridos para hacer caer al Gobierno. Crean se despidió del ministerio. En la boleta de liderazgo no aparece ningún candidato alternativo, y Gillard es reelegida como líder de los laboristas.[7] Tras esto, Rudd Joel Fitzgibbon, Ed Husic, Janelle Saffin, y Richard Marles renunciaron a sus cargos en el gobierno ejecutivo.[8]
- 22 de marzo: Kevin Rudd emite una declaración de que no volverá jamás a la presidencia del Partido Laborista.[9] Ese mismo día, Kim Carr, Martin Ferguson, y Chris Bowen salen de sus ministerios.[10][11][12]
- 23 de marzo: El diputado independiente que sustenta la mayoría laborista, Andrew Wilkie advierte que la inestabilidad en curso dentro del Partido Laborista significa que el gobierno tendrá dificultades para mantener la mayoría cuando el Parlamento reanude en mayo.[13]
- 2 de mayo: La oposición indica que apoyará el proyecto del gobierno sobre Discapacidad Nacional, incluyendo un aumento en el impuesto del Seguro médico del 1,5% al 2%[14][15]
- 26 de junio: Independientes Rob Oakeshott y de Tony Windsor anuncian su retirada política después de la elección. el ex primer ministro Kevin Rudd derrota a Julia Gillard en otra elección interna de los laboristas por un margen de 57-45. Después de la derrota partidaria, la primera ministra Gillard, junto con los ministros Craig Emerson y Peter Garrett anuncian su retiro en las próximas elecciones.
- 27 de junio: Kevin Rudd jura como Primer ministro de Australia por el gobernador general Quentin Bryce, con Anthony Albanese y Chris Bowen juramentando como Primer Ministro subrogante y Tesorero, respectivamente. El representante y ministro de Defensa, Stephen Smith anuncia su retiro tras las próximas elecciones.
- 29 de junio: El representante Greg Combet anuncia su retiro en las próximas elecciones.
- 1 de julio: El Segundo Gabinete de Rudd es juramentado. el representante y exministro Simon Crean anuncia su retiro en las próximas elecciones.[16] Ese mismo día, el Partido Wikileaks recibe registro formal como partido político.[17]
- 22 de julio: Las bases del Partido Laborista aprueban cambios a la forma en que se elige el líder parlamentario federal. Las nuevas reglas hacen más difícil cambiar los líderes y requiere una votación de los militantes del partido en las destituciones de liderarzgo.[18][19]
- 4 de agosto: El primer ministro Kevin Rudd anuncia como la fecha de las elecciones el 7 de septiembre de 2013, una semana antes de la fecha establecida en enero.[20]
- 5 de agosto: Quentin Bryce emite la disolución del 43° parlamento, iniciando el periodo de elecciones.

## Campañas electorales

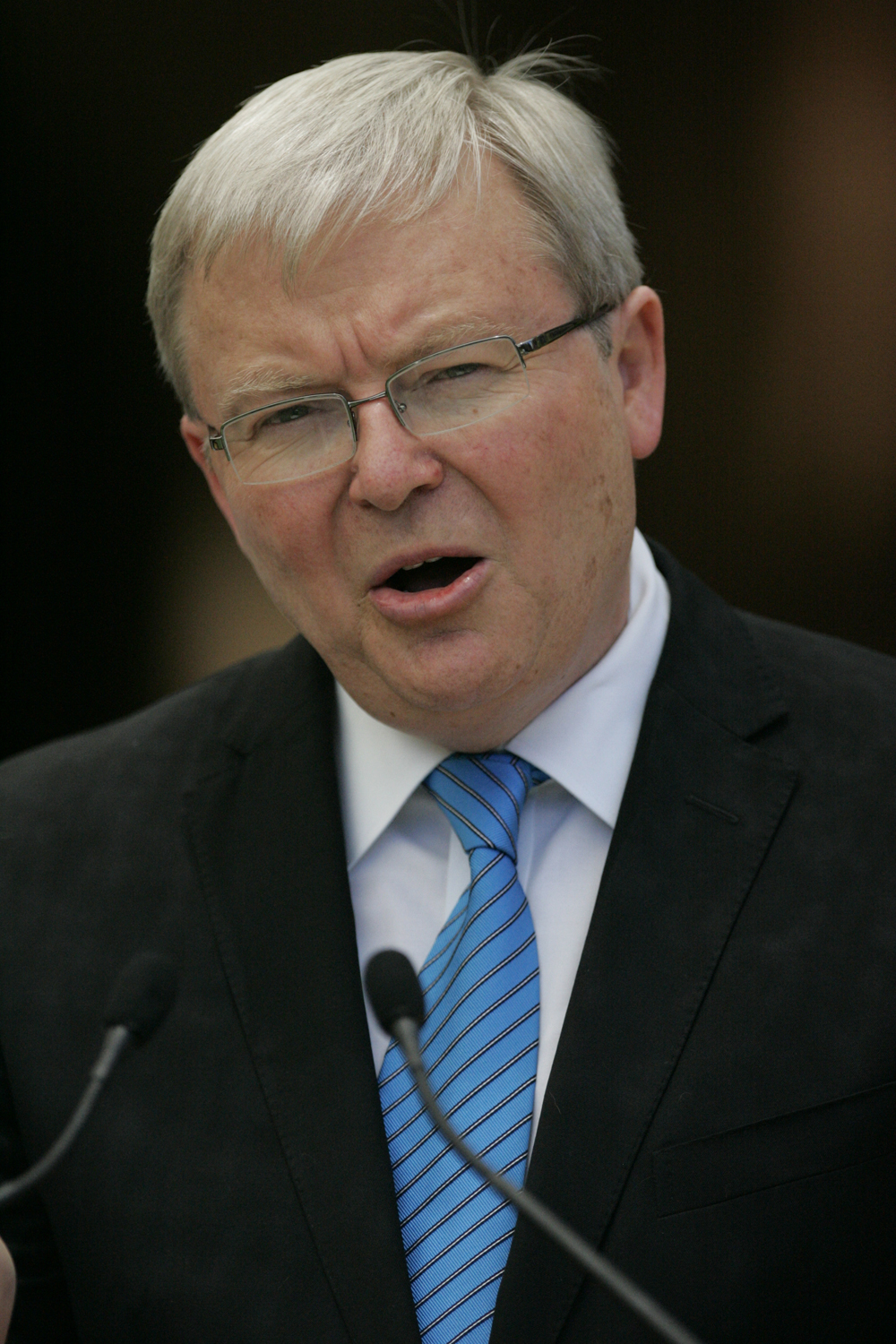
Kevin Rudd en enero de 2013.

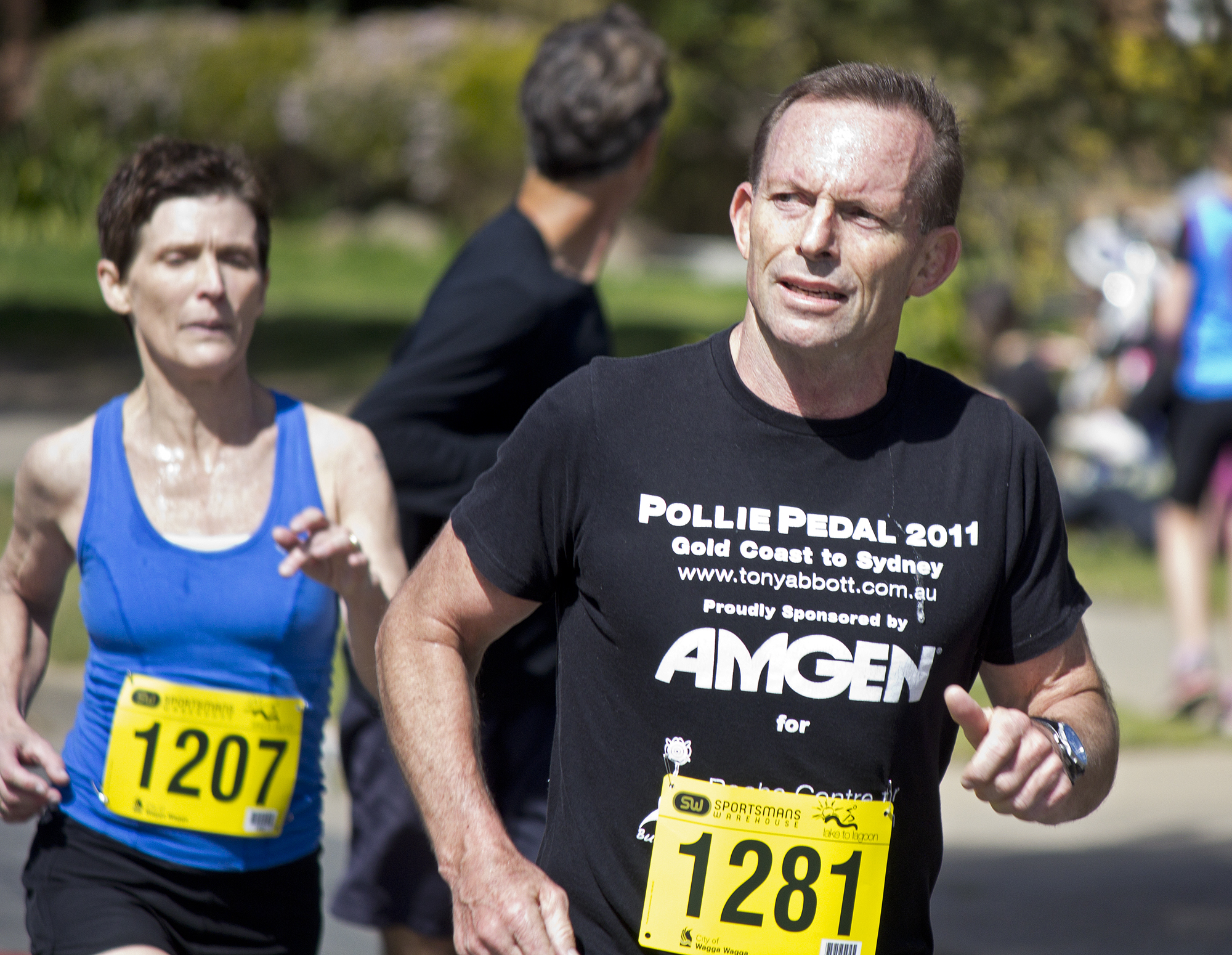
Tony Abbott, compitiendo en una maratón en 2012.

El gobierno laborista abogó por la necesidad de un "par de manos seguras" para gestionar un cambio económico orientado principalmente al crecimiento del sector minero; mientras que la oposición dijo que evitaría una recesión que podría ser causada por un déficit presupuestario. El Sydney Morning Herald sugirió ambos argumentos cubiertas en el busto auge de la minería en marcha.
Rudd comenzó oficialmente la temporada de campaña el 1 de septiembre en su ciudad natal de Brisbane. En el mitin, prometió recortes de impuestos para las pequeñas empresas y más trabajo para los contratistas locales en los proyectos de infraestructura. Él dijo: 

En estas elecciones, estamos comprometidos en la lucha de nuestras vidas Es una lucha sobre los valores que sustentan el futuro de Australia, una pelea sobre nuestra visión para el futuro de Australia. Es una lucha sobre cómo vamos a construir de Australia hacia el futuro, un futuro para la mayoría, no sólo para unos pocos
Kevin Rudd

. También desestimó las encuestas de opinión que le mostró arrastran a Abbott en la obtención de una mayoría parlamentaria.
El primer debate televisivo se realizó en Canberra el 11 de agosto entre el primer ministro Kevin Rudd y el líder de la oposición Tony Abbott. En este debate ambos dieron a conocer las directices de sus programas políticos.

ha sido un privilegio poder hablar con la gente de Australia esta noche sobre mis planes para el futuro del país. Es un mundo muy incierto por ahí y los australianos legítimamente tienen preocupaciones reales. Lo que he tratado de esbozar esta noche son algunas de las acciones que hemos tomado hasta ahora para asegurar nuestro futuro, como hemos mantenido la economía fuerte a pesar de la crisis financiera, la forma junto con las empresas, grandes y pequeñas, hemos añadido casi 1 millón de puestos de trabajo y la forma en que hemos tratado de apoyar a las familias que enfrentan presiones por costo de vida, la forma en que hemos invertido en la educación de la primera infancia, nuevas bibliotecas en las escuelas primarias, los nuevos centros de idiomas y de ciencias en nuestras escuelas secundarias, oficios formación centros y ahora, con casi 190.000 más niños en la universidad que cuando llegamos por primera vez a la oficina. Además de invertir en nuestros hospitales, en los nuevos servicios de urgencias, en camas de hospital, nuevos quirófanos y 26 nuevos centros regionales de atención de cáncer. Pero hay mucho por hacer para el futuro.
Kevin Rudd

Así que seamos claros, si hay un Gobierno Nacional Liberal elegido, vamos a construir una economía más fuerte para que todos puedan salir adelante. Vamos a desechar el impuesto sobre el carbono, obtendremos el Presupuesto de nuevo en el negro, vamos a construir los caminos del siglo 21 y vamos a detener a los barcos. Este es nuestro plan positivo para un futuro mejor. Creo que en este plan. Hemos tenido los mismos planes claros desde hace tres años. Creo en mi equipo. Hemos tenido el mismo equipo fuerte y unido desde hace tres años. Por encima de todo, creo en nuestra gente. Creo en ti. Los australianos, según la frase de Menzies, son una nación de no levantadores de indecisos. Yo creo que nuestros mejores años están por delante de nosotros, pero no si tenemos otros tres años como los últimos seis.

Así que estoy listo, mi equipo está listo, nuestros planes están listos, nuestra nación está lista y es ahora depende de usted para elegir un cambio real, para elegir un Gobierno fuerte y unido con una clara mayoría en el Parlamento.
Tony Abbott

El 25 de agosto la Coalición Liberal-Nacional lanzó su campaña electoral en la ciudad de Brisbane.
El 27 de agosto, el tesorero Chris Bowen y el tesorero en las sombras Joe Hockey debatieron en el Club Nacional de Prenas. Luego del evento, el tercer y último debate televisivo entre Rudd y Abbott ocurrió en el Rooty Hill RSL en Sídney. Al día siguiente del último debate, La Coalición realizó un documento anunciando $31.6 billones como propuesta para salvar el presupuesto.

"La coalición está absolutamente comprometida a vivir dentro de sus posibilidades (...) Después de seis años de Laborismo, conseguir todos los números del presupuesto único mal, ya es suficiente."
Joe Hockey, Opositor a la Tesorería de Australia.

El 29 de agosto, el gobierno de Rudd libera varios cálculos de costos estimados que afirma mostrar un déficit de $ 10 mil millones en ahorros alegados de la Coalición liberadas el día anterior. En un enérgico comunicado, los secretarios del Departamento del Tesoro y el Departamento de Hacienda critican el uso de estos cálculos de costos confidenciales preparados para el gobierno, reiteración que los supuestos utilizados difieren de los cálculos de costos elaborados para la Coalición. En relación con esta polémica el 5 de septiembre La Coalición Liberal-Nacional lanza sus cálculos de costos políticos restantes, anunciando 9000 millones de dólares en ahorro, incluyendo una reducción de $ 4.5 mil millones en el presupuesto de ayuda exterior de Australia. Más adelante en el día, la Coalición lanza un documento de política que anuncia la implementación de un opt-out filtro de Internet. Esa noche, el vocero de la oposición Malcolm Turnbull afirma que el documento fue "mal redactado" y puesto en libertad por error, y que la Coalición no tenía tal política.

## Encuestas electorales

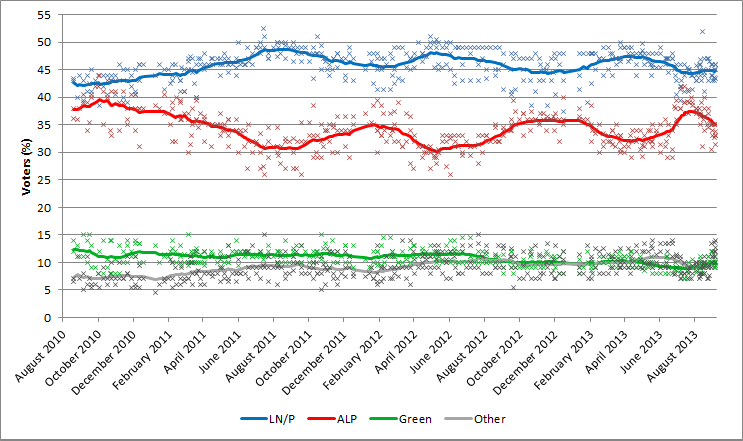
Sondeos del voto a primera vuelta en la Cámara de Representantes.

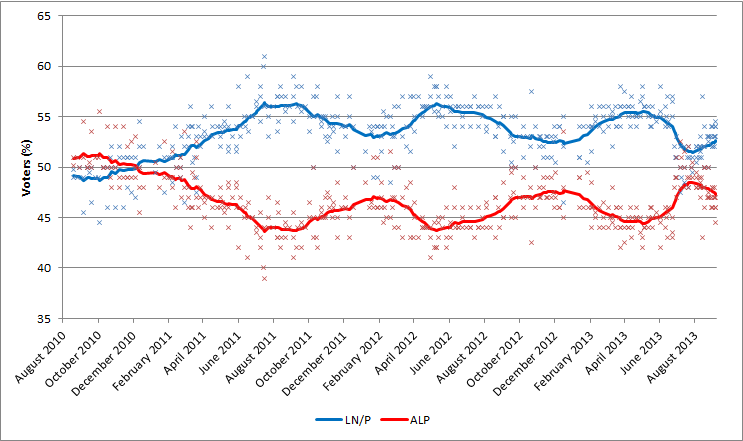
Sondeos del voto para la segunda vuelta instantánea en la Cámara de Representantes.

Investigaciones Galaxy, Newspoll, y Nielsen Australia realizan encuestas telefónicas de intención de voto federales. Informes de investigación esencial en media móvil de sus dos encuestas más recientes, que se realizan cada fin de semana a través de encuestas en línea.
A través de finales de febrero de 2013, Investigadora Roy Morgan lanzó encuestas independientes realizadas por las entrevistas cara a cara y las encuestas telefónicas. El Electoral cara a cara se llevó a cabo cada fin de semana, aunque los datos publicados eran por lo general un promedio de votación de dos semanas. Encuestas telefónicas se llevaron a cabo de forma esporádica. Desde finales de febrero de 2013, Morgan ha lanzado una encuesta "multimodo", que consta de cara a cara, en línea, y de votación SMS.
Todas las empresas informan de dos bandas preferidas al voto, estimaciones calculadas de acuerdo con el flujo de las preferencias en la última elección. Roy Morgan informa, además, estimaciones preferidas bipartidistas calculados según los encuestados informó preferencias (que por lo general se presenta como el número de la línea central en publicaciones Roy Morgan). Para garantizar la comparabilidad entre los resultados reportados por diferentes empresas, los cuadros y gráficos siguientes estimaciones informe voto sólo dos fabricantes preferido calculan de acuerdo con el primer método.
Las encuestas reportadas en las federales de 2013 suelen tener tamaños de muestra superiores a 1,000, con un margen de error de aproximadamente el tres por ciento.

## Resultados
| Composición de la Cámara de Representantes 44° Parlamento de Australia | Composición de la Cámara de Representantes 44° Parlamento de Australia | Composición de la Cámara de Representantes 44° Parlamento de Australia | Composición de la Cámara de Representantes 44° Parlamento de Australia | Composición de la Cámara de Representantes 44° Parlamento de Australia |
| ---------------------------------------------------------------------- | ---------------------------------------------------------------------- | ---------------------------------------------------------------------- | ---------------------------------------------------------------------- | ---------------------------------------------------------------------- |
| Partido                                                                |                                                                        |                                                                        |                                                                        |                                                                        |
| Porcentaje de Votos                                                    |                                                                        |                                                                        |                                                                        |                                                                        |
| Coalición Liberal-Nacional                                             | Coalición Liberal-Nacional                                             |                                                                        | 45,5%                                                                  | 45,5%                                                                  |
| Partido Laborista Australiano                                          | Partido Laborista Australiano                                          |                                                                        | 33,4%                                                                  | 33,4%                                                                  |
| Verdes Australianos                                                    | Verdes Australianos                                                    |                                                                        | 8,7%                                                                   | 8,7%                                                                   |
| Partido Unido de Palmer                                                | Partido Unido de Palmer                                                |                                                                        | 5,5%                                                                   | 5,5%                                                                   |
| Partido Familia Primero                                                | Partido Familia Primero                                                |                                                                        | 1,4%                                                                   | 1,4%                                                                   |
| Partido Australiano de Katter                                          | Partido Australiano de Katter                                          |                                                                        | 1.0%                                                                   | 1.0%                                                                   |
| Otros partidos e Independientes                                        | Otros partidos e Independientes                                        |                                                                        | 4.5%                                                                   | 4.5%                                                                   |
|                                                                        |                                                                        |                                                                        |                                                                        |                                                                        |
| Representantes obtenidos                                               |                                                                        |                                                                        |                                                                        |                                                                        |
| Coalición Liberal-Nacional                                             | Coalición Liberal-Nacional                                             |                                                                        | 90 +12                                                                 | 90 +12                                                                 |
| Partido Laborista Australiano                                          | Partido Laborista Australiano                                          |                                                                        | 55 -17                                                                 | 55 -17                                                                 |
| Verdes Australianos                                                    | Verdes Australianos                                                    |                                                                        | 1 0                                                                    | 1 0                                                                    |
| Partido Unido de Palmer                                                | Partido Unido de Palmer                                                |                                                                        | 1 +1                                                                   | 1 +1                                                                   |
| Partido Australiano de Katter                                          | Partido Australiano de Katter                                          |                                                                        | 1 0                                                                    | 1 0                                                                    |
| Independientes                                                         | Independientes                                                         |                                                                        | 2 -1                                                                   | 2 -1                                                                   |
| 150 escaños.                                                           |                                                                        |                                                                        |                                                                        |                                                                        |

| Composición del Senado 44° Parlamento de Australia | Composición del Senado 44° Parlamento de Australia | Composición del Senado 44° Parlamento de Australia | Composición del Senado 44° Parlamento de Australia | Composición del Senado 44° Parlamento de Australia |
| -------------------------------------------------- | -------------------------------------------------- | -------------------------------------------------- | -------------------------------------------------- | -------------------------------------------------- |
| Partido                                            |                                                    |                                                    |                                                    |                                                    |
| Porcentaje de Votos                                |                                                    |                                                    |                                                    |                                                    |
| Coalición Liberal-Nacional                         | Coalición Liberal-Nacional                         |                                                    | 37,7%                                              | 37,7%                                              |
| Partido Laborista Australiano                      | Partido Laborista Australiano                      |                                                    | 30,1%                                              | 30,1%                                              |
| Verdes Australianos                                | Verdes Australianos                                |                                                    | 8,6%                                               | 8,6%                                               |
| Partido Unido de Palmer                            | Partido Unido de Palmer                            |                                                    | 4,9%                                               | 4,9%                                               |
| Partido Liberal Demócrata                          | Partido Liberal Demócrata                          |                                                    | 3,9%                                               | 3,9%                                               |
| Partido del Sexo                                   | Partido del Sexo                                   |                                                    | 1.4%                                               | 1.4%                                               |
| Partido Familia Primero                            | Partido Familia Primero                            |                                                    | 1.1%                                               | 1.1%                                               |
| Otros partidos e Independientes                    | Otros partidos e Independientes                    |                                                    | 10.3%                                              | 10.3%                                              |
|                                                    |                                                    |                                                    |                                                    |                                                    |
| Senadores obtenidos                                |                                                    |                                                    |                                                    |                                                    |
| Coalición Liberal-Nacional                         | Coalición Liberal-Nacional                         |                                                    | 33 -1                                              | 33 -1                                              |
| Partido Laborista Australiano                      | Partido Laborista Australiano                      |                                                    | 25 -6                                              | 25 -6                                              |
| Verdes Australianos                                | Verdes Australianos                                |                                                    | 10 +1                                              | 10 +1                                              |
| Partido Unido de Palmer                            | Partido Unido de Palmer                            |                                                    | 3 +3                                               | 3 +3                                               |
| Partido Liberal Demócrata                          | Partido Liberal Demócrata                          |                                                    | 1 +1                                               | 1 +1                                               |
| Partido Familia Primero                            | Partido Familia Primero                            |                                                    | 1 +1                                               | 1 +1                                               |
| Partido Democrático Laborista                      | Partido Democrático Laborista                      |                                                    | 1 0                                                | 1 0                                                |
| Partido del Motorista Entusiasta                   | Partido del Motorista Entusiasta                   |                                                    | 1 +1                                               | 1 +1                                               |
| Independientes                                     | Independientes                                     |                                                    | 1 0                                                | 1 0                                                |
| 76 escaños.                                        |                                                    |                                                    |                                                    |                                                    |